# 性交恐懼症
性交恐懼症（英語：Genophobia或Coitophobia）是對性關係和性行為的心理或生理恐懼。 英語的Genophobia，由希臘文名词γένος（genos，意指後代）與φόβος（phobos，意指恐惧）所組成。 Coitophobia則是由coitus與phobia組成的，coitus是指男性生殖器插入女性生殖道的交配行為 。性交恐懼症部分類似於性愛恐懼症，但並不相同，性愛恐懼症是一種對性相關的態度或人格特質尺度，性交恐懼症更著重於對性行為本身的恐懼。
性交恐懼症可以引起個體的恐慌和恐懼，像是恐慌發作。 患有恐懼症的人可能因為性接觸或僅僅是想到性就受到強烈的影響和痛苦，极端恐惧可能會對愛情關係帶來問題。受到性交恐懼症影響的人可能會遠離可能會產生親密關係的各種可能性，这可能导致感情上的孤独。 性交恐懼症的人自己也可能感到孤独，因为他们可能對於自身對他人的恐懼感到尴尬或羞愧。

## 成因
性交恐懼症可以因為多種不同的原因造成，最主要的原因包含一些先前的性侵犯與性虐待事件，这些事件會使得受害者失去信任，并奪取了其自决权利 。另一些造成性交恐懼症的原因可能來自於强烈羞辱或者是医疗上的原因。

### 性侵害或強姦
性侵害或强奸是指加害者在被害者非自愿的情況下強迫其與之性交的非法行为。強姦一般來說包括陰莖的插入，但也可能沒有陰莖的插入行為。强奸的加害人與受害者可以是任何性别（無論男女）。强奸並被認為是侵犯個人情感與隱私權最极端的行為 ，也被认为是一種令人发指的罪行，因為受害者是以一個非常個人的方式受到侵犯，同時可能是被身體力量強迫或欺騙所發生的。强奸會造成身体上的痛苦，但更可能產生难以承受的情緒及心理痛苦。强奸常常被描述为一种侵犯身体且更多侵犯「他人自我」的行為。受害者往往會有强烈的情緒反应，称为強暴創傷症候群。
醫院工作人員、警察、朋友、家人和其他重要他人在性侵害後對情況作出反應的方式有可能會造成受害者的額外壓力。他们可能會經常感受到失去自尊心甚至是无奈感。他们渴望一種意义上的安全以及能夠控制自己的生活。受害者可能因身體和心理的原因產生對性的恐懼。受害者可能會產生諸如：疼痛、挫傷、痛苦、生殖器官刺激、生殖道感染、严重的阴道壁撕裂傷和直肠出血等物理創傷 。他們也可能會擔心任何襲擊再次發生的潛在可能性。一些受害者可能不再信任或怀疑其他人 。由於身體疼痛和精神痛苦，受害者可能會害怕性交。

### 兒童性骚扰
兒童性騷擾，或者兒童性虐待，是一種兒童性侵犯的形式，指一个成年人或年紀較大的青少年為了性滿足而去騷擾或虐待一个較年幼的兒童。兒童對另一個兒童的虐待則被定義為兒童對兒童的性虐待（child-on-child sexual abuse） 。兒童性騷擾包括透過語言與兒童談論性行為、向兒童展示色情內容、讓兒童參與製作色情內容、向兒童暴露生殖器、撫摸兒童的生殖器或強迫兒童從事任何形式性行為。兒童性騷擾通常不包含暴力脅迫，並且兒童通常會合作，因为他們没有意識到並且不明白發生了什么事情，以及這樣的事情有什麼含意。但他们可能感覺受到來自成年人或年長青少年的恐嚇。
兒童性騷擾的受害者在後期充分理解性觀念後，會逐漸明白並感受到先前事件的經驗。他们经常覺得由於自己幼年時的同意，造成了自己的隱私被侵犯。他們可以感覺到自己信任被人利用同時被那些人所背叛。受害者可能會經歷長期的心理創傷，並促使他们不信任他人、不再依賴他人，並可能導致性交恐懼症。

### 不安全感
性交恐懼症可能由身體形象的問題產生，有些人可以對自己的身體有一些過高的自我意識，這可能與他們的整個身體的特性有關，也可能聚焦在某一個特定的身體部位問題上。例如：一個女性如果不喜歡自己大陰唇或小陰唇外觀，她們可能會產生對性交的不安全感；男性患有勃起功能障礙也是類似的影響因梓。其他性別焦慮症或是性別不安或性別認同障礙的人也可能會產生性交恐懼症。

### 其他的恐惧
性交恐懼症可能是由一些其他恐懼症所造成的。像是疾病恐懼症（nosophobia）特別是對性病或是愛滋病；裸體恐懼症（gymnophobia）；或是极端的肢體接觸恐懼症（Haphephobia）。這些問題以及壓力所造成的障礙可能進一步產生對性的內在恐懼。

## 症状
性交恐懼症的心理上的症状可能包括情緒與感受上的恐慌與恐惧，其他的生理症状則包括心跳加速、呼吸急促、颤抖或摇晃、焦虑、出汗、哭泣并躲避其他人。

## 治疗方法
目前並沒有一種性交恐懼症的普遍療法。主要是透過對於焦慮問題的治療方法，包括尋求精神科醫生、心理醫師或是有執照的輔導員進行治療。有些人則是因為性交過程中產生的疼痛而求助於医生或妇科医生。焦慮造成的性交恐懼症可以透過藥物進行治療。

## 影響
性交恐懼症有時作為被作為描述性壓抑的非正式社會流行文化术语。再一些保守的社会中，例如再美國，性解放運動有時候會使用性交恐懼症來描述對手。
独立电影《Good Dick》描述了性交恐懼症如何影響一個年輕的女子，以及她周圍的人，這部片也间接地涉及到乱伦的議題。 电影由Marianna Palka编剧及指導，并於2008年发布。

## 参見
- 恐懼症
- 无性恋
- 矯正强奸
- 性抑制
- 社交抑制
- 社交恐懼症
- 性愛恐懼症
- 同性戀恐懼症